# طوفان ۱۳۹۷ گلستان
طوفان ۱۳۹۷ گلستان در روز ۱ فروردین با سرعت ۹۲ کیلومتر بر ساعت وزیدن گرفت و باعث خسارات جانی و مالی شد.

## امداد رسانی
رئیس جمعیت هلال احمر استان گلستان اعلام داشت که در جریان این طوفان به ۲۳ خانوار در استان امدادرسانی شد و ۲۰۰ خانوار در بندر گز اسکان اضطراری یافتند.

## لغو پروازها
وزش باد اول فروردین باعث بازگشت پروازهای مشهد-گرگان و تهران-گرگان در بین مسیر به فرودگاه‌های مبدأ شد.

## تلفات و خسارات
بر اثر طوفان یک خانم ۳۸ ساله اهل شیراز بر اثر برخورد شی سخت به سرش علی‌رغم تلاش‌های نیروهای امدادی جان باخت. در بخش خسارات علاوه بر شکسته شدن درخت و آسیب به خودروها سقف ۲۰ منزل مسکونی در گرگان و ۳ منزل مسکونی در علی‌آباد کتول آسیب دید. طوفان شدید سبب قطعی برق مقطعی در مناطق مختلف استان گلستان شده‌است.